# Hirserohrsänger
Der Hirserohrsänger (Acrocephalus sorghophilus) ist ein vom Aussterben bedrohter Singvogel aus der Gattung der Rohrsänger (Acrocephalus) und der Familie der Rohrsängerartigen (Acrocephalidae).
Der Vogel kommt in China und auf den Philippinen vor.
Der Lebensraum umfasst Sümpfe, Schilfgürtel und Bewuchs in Gewässernähe, auch Ackerland mit Rispenhirsen.
Das Artepitheton kommt von lateinisch sorghum ‚Gras, Sorghumhirse‘ und altgriechisch φίλος philos, deutsch ‚Freund‘.

## Merkmale
Die Art ist 12 bis 13 cm groß und wiegt zwischen 7 und 9 g. Dieser mittelgroße Rohrsänger hat einen gestuften braunen Schwanz, die Steuerfedern werden an den hellbraunen Spitzen schmaler, einen seitlichen schwarzen Streifen am Scheitel, einen breiten cremefarbenen Überaugenstreif, gelbliche Wangen und eine oliv- bis ockerfarbene Oberseite mit zarten schwärzlichen Streifen oder Flecken auf Scheitel, Mantel und Schulterdecken. Der Rumpf ist rötlich-olivfarben, die Flügeldecken dunkel mittelbraun mit ockerfarbener Berandung, die Flugfedern sind braun mit kastanienbrauner Berandung. Die Unterseite ist heller gelbbraun, die Kehle weißlich. Die Iris ist dunkelbraun, der Oberschnabel schwärzlich braun mit gelbem Rand, der Unterschnabel ist gelb bis ockerfarben, die Beine sind bleigrau. Die Geschlechter unterscheiden sich nicht. Jungvögel haben eine gelbbraunere Unterseite. Der Schilfrohrsänger (Acrocephalus schoenobaenus) ist größer und hat eine wärmere und dunklere Oberseite mit breiteren, weniger auffallenden Streifen.
Die Art ist monotypisch.

## Stimme
Der Gesang wird als Folge von reibenden, knurrenden Tönen beschrieben, ähnlich dem des Chinarohrsängers (Acrocephalus orientalis), aber wesentlich leiser.

## Lebensweise
Es wird angenommen, dass dieser Zugvogel im Nordosten Chinas (Hebei, Liaoning, Jilin und Heilongjiang) und in der angrenzenden Oblast Amur in Südostrussland brütet. Er zieht von Ende August bis Anfang September ins Winterquartier auf den Philippinen und kommt von Ende Mai bis Anfang Juni zurück.
Die Nahrung besteht wahrscheinlich aus Insekten, vielleicht auch aus Pflanzensamen.

## Gefährdungssituation und Bestand
Die Art wird in der Roten Liste der IUCN seit 2022 als vom Aussterben bedroht (Critically Endangered) eingestuft. Bis 2012 galt sie als gefährdet (Vulnerable), von 2013 bis 2017 als stark gefährdet (Endangered). Diese Hochstufung über zwei Gefährdungsgrade innerhalb von zehn Jahren wird mit einem rapiden Bestandsrückgang begründet: Während die Art in ihrem Brutareal früher als häufig galt, nahm die Anzahl der Beobachtungen in den letzten Jahren stark ab; seit 2015 wurde nur ein glaubhafter, aber undokumentierter Nachweis im Jahr 2019 aus Peking erbracht. Eine Bestandsschätzung ist sehr schwierig, da die Brutgebiete bisher nicht entdeckt werden konnten; der Bestand wird von der IUCN daher mit 1–1000 adulten Individuen angegeben; es ist allerdings auch nicht ausgeschlossen, dass die Art bereits ausgestorben ist. Als Hauptbedrohung wird Habitatverlust in den philippinischen Winterquartieren und in Nordostchina durch Trockenlegung von Feuchtgebieten und deren Umwandlung in Reisanbauflächen, Fischteichen, Weideflächen für Vieh, Siedlungen und Geflügelfabriken genannt. Weitere Gefährdungen stellen das Insektensterben durch den Einsatz von Pestiziden und das Fangen von Hirserohrsängern als Käfigvögel in den Überwinterungsgebieten dar.